# 海克·瓦尔尼克
海克·瓦尔尼克（德語：Heike Warnicke，1966年6月1日—），德国女子速度滑冰运动员。她曾代表德国参加1992年和1994年冬季奥林匹克运动会速度滑冰比赛，获得二枚银牌。